# ホセ・ミランダ (野球)
ホセ・フランシスコ・ミランダ（José Francisco Miranda, 1998年6月29日 - ）は、プエルトリコのマナティ出身のプロ野球選手（三塁手、二塁手）。右投右打。MLBのミネソタ・ツインズ所属。
俳優のリン＝マニュエル・ミランダは親戚にあたる。

## 経歴

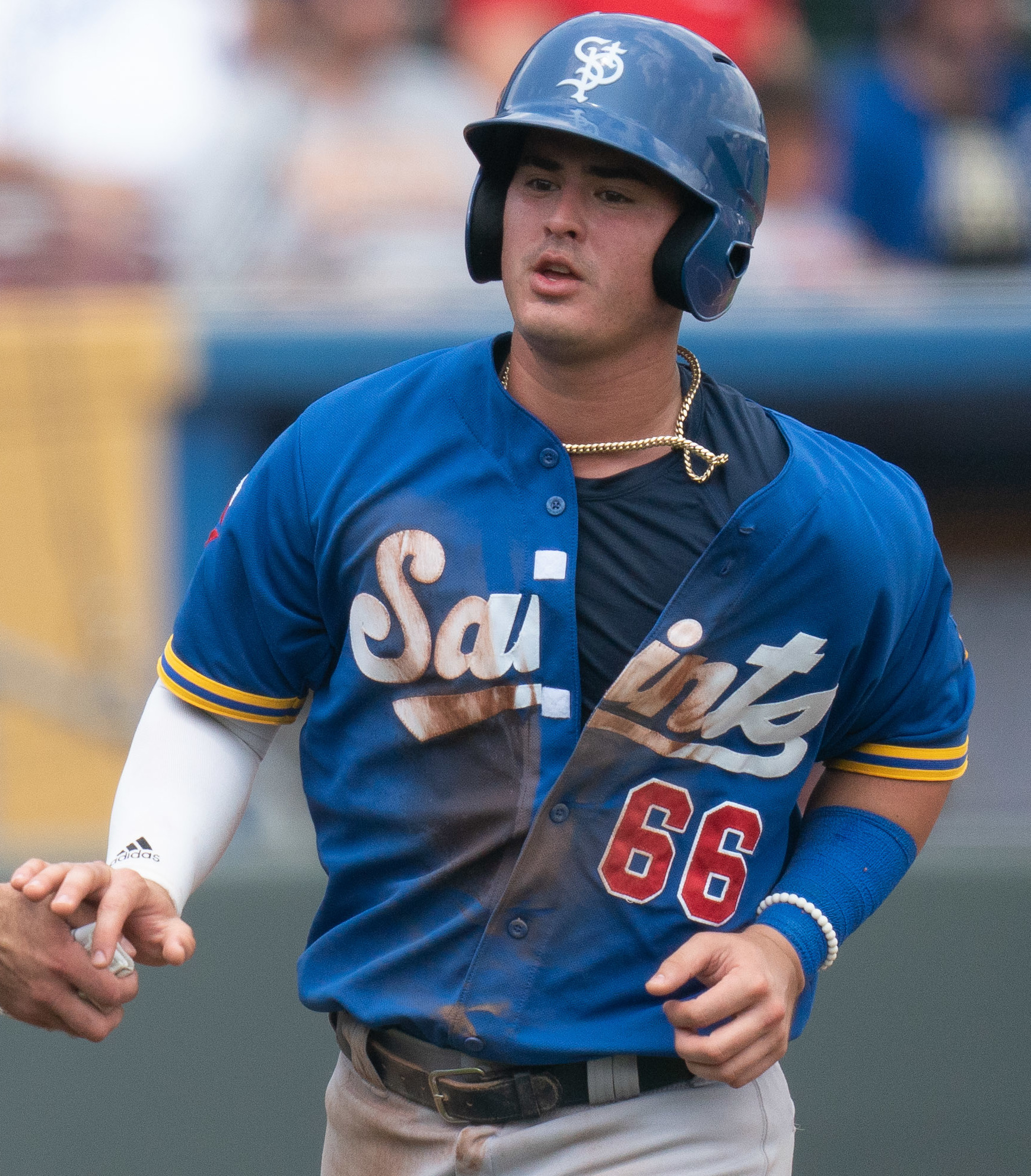
AAA級セントポール・セインツ時代
(2021年7月20日)

2016年のMLBドラフト2巡目（全体73位）でミネソタ・ツインズから指名されプロ入り。傘下のルーキー級ガルフ・コーストリーグ・ツインズでプロデビューし、55試合に出場して打率.227、1本塁打、20打点の成績を記録した。
2017年はルーキー級エリザベストン・ツインズで54試合に出場して打率.283、11本塁打、43打点の成績を記録した。
2018年はA級シーダーラピッズ・カーネルズで開幕を迎え、シーズン途中にA+級フォートマイヤーズ・ミラクルへ昇格。2チーム合計で131試合に出場して打率.264、16本塁打、82打点の成績を記録した。
2019年はA+級フォートマイヤーズで118試合に出場し、シーズン最終盤にAA級ペンサコーラ・ブルーワフーズで1試合だけ出場した。2チーム合計で119試合に出場して打率.252、8本塁打、55打点の成績を記録した。
2020年は新型コロナウイルスの影響でマイナーリーグの試合が開催されなかったが、12月にプエルトリコで行われたウィンターリーグにクリオージョス・デ・カグアスの一員として参加した。
2021年はAA級ウィチタ・ウィンドサージで開幕を迎え、シーズン途中にAAA級セントポール・セインツへ昇格。昇格後最初の試合で3本塁打を放った。この年は2チーム合計で127試合に出場して打率.344、30本塁打、94打点の成績を記録した。オフにルール・ファイブ・ドラフトでの流出を防ぐために40人枠に登録された。
2022年5月2日メジャーに昇格し、ボルチモア・オリオールズ戦でデビューした。この年は125試合に出場して、打率.268、15本塁打、66打点、OPS.751を記録した。
2023年はシーズン開幕前の3月に開催された第5回WBCのプエルトリコ代表に選出されたが、右肩の故障の為に辞退した。7月15日に肩の痛みの為に故障者リスト入りし、復帰できないまま9月13日に右肩の手術を受けることが発表された。この年は40試合の出場に留まった。
2024年は開幕をAAA級で迎えたが、4月7日にメジャーリーグへ昇格した。7月3日のデトロイト・タイガース戦の8回裏から、7月6日のヒューストン・アストロズ戦の4回裏までにMLBタイ記録となる12打席連続安打を記録した。この年は121試合に出場して、打率.284、9本塁打、49打点、OPS.763を記録した。

## 詳細情報

### 年度別打撃成績
| 年 度    | 球 団    | 試 合 | 打 席 | 打 数 | 得 点 | 安 打 | 二 塁 打 | 三 塁 打 | 本 塁 打 | 塁 打 | 打 点 | 盗 塁 | 盗 塁 死 | 犠 打 | 犠 飛 | 四 球 | 敬 遠 | 死 球 | 三 振 | 併 殺 打 | 打 率 | 出 塁 率 | 長 打 率 | O P S |
| -------- | -------- | ----- | ----- | ----- | ----- | ----- | -------- | -------- | -------- | ----- | ----- | ----- | -------- | ----- | ----- | ----- | ----- | ----- | ----- | -------- | ----- | -------- | -------- | ----- |
| 2022     | MIN      | 125   | 483   | 444   | 45    | 119   | 25       | 0        | 15       | 189   | 66    | 1     | 1        | 0     | 1     | 28    | 0     | 10    | 91    | 19       | .268  | .325     | .426     | .751  |
| 2023     | MIN      | 40    | 152   | 142   | 12    | 30    | 4        | 0        | 3        | 43    | 13    | 0     | 0        | 0     | 0     | 9     | 0     | 1     | 24    | 8        | .211  | .263     | .303     | .566  |
| 2024     | MIN      | 121   | 429   | 401   | 44    | 114   | 28       | 4        | 9        | 177   | 49    | 2     | 2        | 0     | 4     | 18    | 1     | 6     | 66    | 13       | .284  | .322     | .441     | .763  |
| MLB：3年 | MLB：3年 | 286   | 1064  | 987   | 101   | 263   | 57       | 4        | 27       | 409   | 128   | 3     | 3        | 0     | 5     | 55    | 1     | 17    | 181   | 40       | .266  | .315     | .414     | .729  |

- 2024年度シーズン終了時

### 年度別守備成績
| 年 度 | 球 団 | 一塁（1B） | 一塁（1B） | 一塁（1B） | 一塁（1B） | 一塁（1B） | 一塁（1B） | 三塁（3B） | 三塁（3B） | 三塁（3B） | 三塁（3B） | 三塁（3B） | 三塁（3B） | 遊撃（SS） | 遊撃（SS） | 遊撃（SS） | 遊撃（SS） | 遊撃（SS） | 遊撃（SS） |
| 年 度 | 球 団 | 試 合      | 刺 殺      | 補 殺      | 失 策      | 併 殺      | 守 備 率   | 試 合      | 刺 殺      | 補 殺      | 失 策      | 併 殺      | 守 備 率   | 試 合      | 刺 殺      | 補 殺      | 失 策      | 併 殺      | 守 備 率   |
| ----- | ----- | ---------- | ---------- | ---------- | ---------- | ---------- | ---------- | ---------- | ---------- | ---------- | ---------- | ---------- | ---------- | ---------- | ---------- | ---------- | ---------- | ---------- | ---------- |
| 2022  | MIN   | 77         | 505        | 28         | 3          | 45         | .994       | 34         | 18         | 41         | 3          | 6          | .952       | -          | -          | -          | -          | -          | -          |
| 2023  | MIN   | 2          | 3          | 0          | 0          | 1          | 1.000      | 38         | 17         | 62         | 5          | 4          | .940       | -          | -          | -          | -          | -          | -          |
| 2024  | MIN   | 13         | 86         | 7          | 0          | 5          | 1.000      | 78         | 42         | 97         | 6          | 9          | .959       | 1          | 0          | 2          | 0          | 1          | 1.000      |
| MLB   | MLB   | 92         | 594        | 35         | 3          | 51         | .995       | 150        | 77         | 200        | 14         | 19         | .952       | 1          | 0          | 2          | 0          | 1          | 1.000      |

- 2024年度シーズン終了時

### 背番号
- 64（2022年 - ）